# A. G. C. Yssel
A. G. C. Yssel, eigentlich Andries Gerhardus Christiaan Yssel (* 20. Juli 1936 in Ventersdorp, Südafrika; † 19. November 1990 in Windhoek, Namibia), war ein südafrikanisch-namibischer Pfarrer und Politiker. 
Yssel war Kind von Martha Johanna Yssel, geborene Van der Schyff und Daniel Yssel. Er studierte in Potchefstroom und wurde Pfarrer der Reformierten Kirche in Louis Trichardt. Später wandere Yssel nach Südwestafrika aus, wo er für die reformierte Kirche in Okahandja (ab 1968) arbeitete, die er später von Windhoek aus führte. Ab spätestens 1973 war Yssel Stadtratsmitglied von Windhoek.
Von 1976 bis 1978 war Yssel Bürgermeister von Windhoek.
Yssel war mit Grietjie Yssel-Jager verheiratet, mit der er die Töchter Reina, Martie und Judy sowie Sohn Dries hatte.